# Font de la Grallera
La Font de la Grallera és una font de l'enclavament dels Masos de Baiarri, a l'antic terme de Claverol, pertanyent a l'actual municipi de Conca de Dalt, al Pallars Jussà.
Està situada a 1.380 metres d'altitud, al vessant nord del Cap de l'Alt de Baiarri, bastant a prop del cim d'aquesta muntanya. És a prop de la Grallera. És al nord-est de l'Obaga de l'Alou i a ponent de la Solana de la Grallera.